# Devon Allen
Devon Allen (ur. 12 grudnia 1994 w Phoenix) – amerykański lekkoatleta specjalizujący się w biegach płotkarskich oraz zawodnik futbolu amerykańskiego na pozycji skrzydłowego.
W 2016 później zajął 5. miejsce w biegu na 110 metrów przez płotki podczas igrzysk olimpijskich w Rio de Janeiro.
Złoty medalista mistrzostw USA oraz czempionatu NCAA.

## Osiągnięcia
| Rok  | Impreza                   | Miejsce        | Konkurencja                | Lokata     | Wynik |
| ---- | ------------------------- | -------------- | -------------------------- | ---------- | ----- |
| 2016 | Igrzyska olimpijskie      | Rio de Janeiro | bieg na 110 m przez płotki | 5. miejsce | 13,31 |
| 2018 | Puchar interkontynentalny | Ostrawa        | bieg na 110 m przez płotki | 5. miejsce | 13,57 |
| 2019 | IAAF World Relays         | Jokohama       | sztafeta płotkarska        | 1. miejsce | 54,96 |
| 2019 | Mistrzostwa świata        | Doha           | bieg na 110 m przez płotki | 7. miejsce | 13,70 |
| 2021 | Igrzyska olimpijskie      | Tokio          | bieg na 110 m przez płotki | 4. miejsce | 13,14 |
| 2022 | Mistrzostwa świata        | Eugene         | bieg na 110 m przez płotki | –          | DQ    |

## Rekordy życiowe
- Bieg na 60 metrów przez płotki (hala) – 7,49 (2018)
- Bieg na 110 metrów przez płotki – 12,84 (2022) 3. wynik w historii światowej lekkoatletyki